# Псковская ГРЭС
Псковская ГРЭС — государственная районная электростанция, расположена в 4,5 километрах от поселка городского типа Дедовичи — районного центра Псковской области, на левом берегу реки Шелонь. 
С 2006 года является филиалом ПАО «ОГК-2».

## Описание
Высоковольтные ЛЭП связывают Псковскую ГРЭС с Белоруссией, Латвией и Литвой. Материнская компания считает это преимуществом: существует канал экспорта энергоресурсов, который активно используется.
Установленная мощность ГРЭС 440 МВт, она включает в себя два высоко маневренных энергоблока по 220 МВт. 
Эти энергоблоки построены и введены в эксплуатацию в 1993 и 1996 годах. 
Первоначальный проект первой очереди включал в себя строительство трёх энергоблоков.
Интересно, что в конце 90-х планировался ввод третьего энергоблока мощностью 220 МВт. Генератор и трансформатор уже были на станции, и здание на 75% было готово. В связи с реформой РАО ЕЭС России, третий блок достроить не удалось.
Основной вид топлива — природный газ, он поступает на станцию через ответвление магистрального экспортного газопровода. 
Энергоблоки были изначально созданы для работы на фрезерном торфе; они были реконструированы по проекту Всероссийского теплотехнического института (ВТИ) для сжигания природного газа.
Расход электроэнергии на собственные нужды составляет 6,1 %.

## Собственники, руководство и показатели деятельности
ГРЭС с 2006 года входит в состав ОГК-2. 

Директора Псковской ГРЭС:
- 2008—2011 годы — Хижняк В.И.
- 2011- март 2013 — Вергейчик Олег Владимирович.
- 2013- февраль 2017 — Андреев Юрий Владимирович[4].
- 2017- по настоящее время — Голубев Евгений Геннадьевич.

|                                       | 2009  | 2010  | 2011  | 2012  | 2013  | 2014 | 2015 | 2016 | 2017 | 2018 |
| ------------------------------------- | ----- | ----- | ----- | ----- | ----- | ---- | ---- | ---- | ---- | ---- |
| Выработка электроэнергии, млн. кВт•ч  | 1 860 | 2 236 | 1 933 | 1 691 | 1 501 | 993  | 615  | 333  | 775  | 149  |
| Выработка тепловой энергии, тыс. ГКал | 82    | 83    | 77    | 72    | 72    | 76   | 62   | 55   | 59   | 57   |
| КИУМ, %                               | 49    | 59    | 51    | 45    | 44    | 39   | 25   | 16   | 8    | 20   |

## Перечень основного оборудования
| Агрегат                              | Тип       | Изготовитель                                     | Количество | Ввод в эксплуатацию | Основные характеристики | Основные характеристики | Источники |
| Агрегат                              | Тип       | Изготовитель                                     | Количество | Ввод в эксплуатацию | Параметр                | Значение                | Источники |
| ------------------------------------ | --------- | ------------------------------------------------ | ---------- | ------------------- | ----------------------- | ----------------------- | --------- |
| Оборудование паротурбинных установок |           |                                                  |            |                     |                         |                         |           |
| Паровой котёл                        | ТПЕ-208   | Таганрогский котельный завод «Красный котельщик» | 4          | 1993 г. 1996 г.     | Топливо                 | газ                     | [ 6 ]     |
| Паровой котёл                        | ТПЕ-208   | Таганрогский котельный завод «Красный котельщик» | 4          | 1993 г. 1996 г.     | Производительность      | 335 т/ч                 | [ 6 ]     |
| Паровой котёл                        | ТПЕ-208   | Таганрогский котельный завод «Красный котельщик» | 4          | 1993 г. 1996 г.     | Параметры пара          | 140 кгс/см2, 545 °С     | [ 6 ]     |
| Паровая турбина                      | К-220-130 | Ленинградский металлический завод                | 2          | 1993 г. 1996 г.     | Установленная мощность  | 220 МВт                 | [ 6 ]     |
| Паровая турбина                      | К-220-130 | Ленинградский металлический завод                | 2          | 1993 г. 1996 г.     | Тепловая нагрузка       | 27 Гкал/ч               | [ 6 ]     |
| Паровая турбина                      | К-220-130 | Ленинградский металлический завод                | 2          | 1993 г. 1996 г.     | Параметры пара          | 130 кгс/см2, — °С       | [ 6 ]     |